# Расогенез
Расогене́з — термин советского расоведения, описывающий процесс возникновения и становления человеческих рас. Включён в российскую школьную программу по биологии. В международной академической науке в настоящее время существует широкий консенсус о некорректности эссенциалистских и типологических концепций расы.

## Возникновение рас
Проблема возникновения человеческих рас является сложной для современной науки, а в ряде стран — ещё и имеет политический контекст, что накладывает свой отпечаток на исследования в данной области.
Данные генетики позволяют датировать выход анатомически современного человека из Африки временем около 80 тыс. лет назад. Однако археологическая летопись этого периода неполна, и первые однозначно достоверные находки людей современного типа за пределами Африки относятся к периоду не ранее 45…40 тыс. лет назад (начало верхнего палеолита), причём они уже в достаточной степени различаются между собой по расовым признакам. Таким образом, характер процессов расообразования в период 85…40 тыс. лет назад остаётся неизвестным, а именно в это время должна была произойти дивергенция предков всех неафриканских рас.
Среди учёных-антропологов существует как минимум два противоположных взгляда на проблему расогенеза, сторонники которых различным образом трактуют высокую разнородность ископаемых находок останков людей, датируемых верхним палеолитом.
Первая группа учёных на основе этой разнородности постулирует отсутствие рас ранее голоцена. В частности, антрополог В. В. Бунак сформулировал концепцию «краниологического полиморфизма» в верхнем палеолите, согласно которой в то время в каждой отдельной популяции людей существовали разнородные по своим расовым признакам индивидуумы, и, таким образом, выделить чёткие расы было невозможно.
Противоположная точка зрения состоит в том, что человеческие расы существовали всегда, но в прошлом могли быть не похожи на современные — наблюдаемая в настоящее время картина является лишь одним из возможных вариантов. Эту точку зрения в довоенные годы поддерживал, в том числе, и сам В. В. Бунак, в 1938 году выдвинувший концепцию расы как исторической категории.
Сторонники популяционного подхода к понятию расы обосновывают позднее сложение рас современного типа исходя из представления о популяционной обусловленности рас, согласно которому раса — это популяция или группа популяций, населяющая определённый ареал, имеющая общую историю возникновения и своеобразный генофонд — набор биологически наследуемых признаков. С этой точки зрения, современные «большие расы» — просто популяции, которым за счёт каких-либо факторов удалось резко увеличить свою численность, уничтожив, ассимилировав или оттеснив своих малочисленных и разрозненных менее «удачливых» соседей. Эти преимущества должны были иметь не биологический, а скорее социальный и технологический характер — в первую очередь сюда можно отнести появление производящего хозяйства, переход к земледелию и скотоводству, появление иерархической социальной структуры и государства с его аппаратом насилия. Все эти институты стали складываться не ранее голоцена. Согласно этой точке зрения, подавляющая часть современных расовых типов сформировалась на протяжении последних двух-трёх тысячелетий — в период интенсивного развития человеческой культуры и появления развитых цивилизаций.
В древности же малые группы людей за счёт процессов изоляции, генного дрейфа, многократного прохождения через «бутылочное горлышко» и проявлений «эффекта основателя» по своему своеобразию генофонда и расовых признаков могли очень быстро достигать уровня «больших» рас, причём таких резко различных между собой рас даже на небольшой территории могло проживать большое количество, что и создаёт впечатление «краниологического полиморфизма» в верхнем палеолите. Впоследствии количество рас резко уменьшилось, а расовые признаки популяций, которым условия жизни позволили достичь определённого преимущества над соседями, распространились на огромные пространства, что и создало современную расовую картину человечества. Исключение составляют лишь небольшие, хорошо изолированные ареалы, население которых («малые расы») и сегодня сохраняет свой «полиморфизм», то есть, большое разнообразие расовых признаков на ограниченной территории.
Например, айны имеют некоторые черты морфологии, характерные для южных популяций, но в генетическом отношении проявляют отчётливую монголоидность, которая не может быть объяснена метисацией. Таким образом, не остаётся ничего, кроме как считать их специфической, очень рано отделившейся ветвью общего с монголоидами надрасового ствола, своеобразно развивавшуюся в условиях многотысячелетней изоляции. Это — остатки былого расового разнообразия в восточно-азиатском регионе, в настоящее время весьма однородного в этом отношении.
Данный сценарий не является универсальным — скажем, он не объясняет высокой степени сходства расовых признаков у австралийских аборигенов, которые до прибытия европейцев имели исключительно примитивную культуру. Однако в данном случае свою роль сыграло отсутствие чётких географических границ в пределах континента, что в сочетании с очень примитивным общественным устройством создало условия практически полной панмиксии. Существуют и обратные примеры — скажем, в Индии существующая в рамках очень развитой цивилизации кастовая система способствовала, напротив, консервации расовых признаков малых групп населения и возникновению множества новых расовых вариантов.

### Характер расовых признаков
Многие современные исследователи отрицают приспособительный характер расовых признаков. Расы характеризуются главным образом комплексом нейтральных признаков, не являющихся адаптивными, то есть, не связанных непосредственно с приспособлением к определённым условиям жизни. Формирование многих деталей строения тела — результат случайной концентрации этих признаков в замкнутых ареалах первоначального распространения основных расовых делений человечества, а также корреляционной изменчивости, то есть изменения одного из двух признаков в том случае, если изменился другой. Например, при изменении ширины черепа происходит изменение ширины лица, имеется связь между окраской волос и глаз.

## Негроидная раса
Выделение негроидной расы в настоящее время является в определённой мере архаичным и опирается скорее на научную традицию, чем на объективные данные: с точки зрения генетики темнокожие африканцы не могут считаться единой общностью. Говоря строго, негроиды — это не раса, а совокупность сразу нескольких чрезвычайно рано обособившихся линий, которые между собой отличаются в не меньшей степени, чем от иных расовых групп. Так, бушмены и пигмеи в отношении генетического родства противостоят не только всем остальным африканским линиям, но и всем прочим группам людей вообще. Если бы выделение рас производилось на основе генетики, то среди негроидов можно было бы выделить как минимум четыре резко обособленные друг от друга расовые группы, в то время, как все неафриканские группы оказались бы в пятой, происходящей от сравнительно поздней африканской линии, видимо, имевшей общего предка с современной восточноафриканской расой, и в генетическом отношении достаточно однородной (переселяющаяся часть популяции всегда уносит с собой не полную выборку предкового генофонда, а лишь его часть, что и обуславливает меньшее генетическое разнообразие). Поэтому сегодня термин «негроидная раса» может употребляться как обозначение группы рас, включающей негрскую, восточноафриканскую, пигмейскую и койсанскую малые расы, либо как синоним только негрской расы.
Среда обитания негроидов характеризуется высокой температурой и большой влажностью, что могло привести к появлению тёмной кожи, курчавых волос, широкого носа, толстых губ. Так, тёмный цвет кожи объясняется наличием в покровных слоях кожи большего, чем у других рас, количества меланина — пигмента, предохраняющего кожу от ожогов. Курчавые волосы создают вокруг головы воздухоносную прослойку, которая предохраняет от перегрева. Широкий нос с крупными ноздрями и толстые губы с обширной поверхностью слизистой оболочки усиливают теплоотдачу, как и большее количество потовых желёз на единицу поверхности тела. Большая высота и удлинённая форма черепной коробки также способствует защите от перегрева.
Следует повторить, что многие современные исследователи отрицают приспособительный характер расовых признаков. Что касается цвета кожи, определяемого содержанием меланина, то он варьируется у представителей различных рас, большое количество меланина не является специфически негроидным признаком, а встречается у всех жителей низких широт, причём появление тёмной окраски обусловлено у разных рас различными генетическими механизмами.
Из древних находок очень условно к негроидам можно отнести череп Назлет Хатер 2 из южного Египта (30 до 45 тыс.л.н.). При этом череп примерно того же времени из Южной Африки (Хофмейр) не может быть отнесён ни к одной современной расе, хотя обнаруживает некоторые общие черты с современными бушменами и европейскими верхнепалеолитическими людьми.
Древнейшие находки, которые можно относительно достоверно отнести к негроидам обнаруживаются в Северной Африке (18 тыс. — 12 тыс. лет назад). Хотя ряд останков этого периода с определяемыми признаками негроидной расы известны и в Экваториальной Африке, но их классификация затруднена из-за фрагментарности находок.
Современный вариант негрской расы вероятно сложился не ранее голоцена (около 11 тысяч лет назад).
Достоверные находки, выявляющие родство с южноафриканской расой, также вероятнее всего датируется голоценом. Возможно, на сложение этого типа повлияли условия изоляции во время ледникового максимума между 25 и 16 тыс. лет назад, когда большая территория на юге Африке оказалась засушливой и непригодной для жизни и отрезала северные популяции от южной.
О времени происхождения центральноафриканской расы имеются разные гипотезы (от происхождения в последние несколько тысяч лет от племён банту- и адамауа-убангийскоговорящих земледельцев до разделения с другим негроидами от 60 до 30 тысяч лет назад и дальнейшей изоляцией между западным и восточным типом около 18 тысяч лет назад).

## Европеоидная раса
Европеоидная раса в современном варианте сложилась не ранее голоцена. Наиболее вероятным является предположение, что основная масса большой европеоидной расы имела исходный ареал происхождения где-то в пределах обширной области, охватывавшей некоторые районы юго-западной Азии, а также южной Европы и северной Африки.

## Монголоидная раса
Монголоидный комплекс признаков не был резко выраженным и широко распространённым до появления земледелия и централизованных государств Китая. Его распространение можно связать с получением небольшой популяцией, перешедшей к земледелию, преимуществ для выживания. По другим данным — монголоидный комплекс признаков сформировался примерно 10…15 тыс. лет назад.
Расовый тип индейцев, мигрировавших в Северную Америку как раз в период, непосредственно предшествующий или синхронный с появлением монголоидного комплекса признаков, иногда считается «протомонголоидным» — переходным от расового типа древнего населения Азии к монголоидному (однако следует понимать, что расовый тип современных индейцев является продуктом отдельного эволюционного процесса и не соответствует непосредственно протомонголоидному типу Восточной Азии, существовавшему на момент заселения Америки).

## Австралоидная раса
Австралоиды развивались в изоляции в течение последних 20 000 лет, что определило своеобразие их расовых черт.